# NGC 4644
NGC 4644 est une vaste galaxie spirale barrée située dans la constellation de la Grande Ourse. Sa vitesse par rapport au fond diffus cosmologique est de 5 086 ± 11 km/s, ce qui correspond à une distance de Hubble de 75,0 ± 5,3 Mpc (∼245 millions d'al). NGC 4644 a été découverte par l'astronome britannique William Herschel en 1789.
La classe de luminosité de NGC 4644 est II et elle présente une large raie HI.
La galaxie PGC 42725 situé près de NGC 4644 est souvent désignée comme NGC 4644B, et elle forme une paire de galaxies avec NGC 4644. Tout comme NGC 4644, PGC 42725 fait partie du groupe de NGC 4686 et elle est désignée comme MCG 9-21-32 dans l'article d'A.M. Garcia.
À ce jour, trois mesures non basées sur le décalage vers le rouge (redshift) donnent une distance de 87,833 ± 1,501 Mpc (∼286 millions d'al), ce qui est à l'intérieur des valeurs de la distance de Hubble. Notons cependant que c'est avec la valeur moyenne des mesures indépendantes, lorsqu'elles existent, que la base de données NASA/IPAC calcule le diamètre d'une galaxie et qu'en conséquence le diamètre de NGC 4644 pourrait être d'environ 42,0 kpc (∼137 000 al) si on utilisait la distance de Hubble pour le calculer.

## Supernova
La supernova SN 2007cm a été découverte dans NGC 4644 le 24 mai 2007 par l'astronome amateur allemand Wolfgang Kloehr. Cette supernova était de type IIn.

## Groupe de NGC 4686
Selon A.M. Garcia, NGC 4644 fait partie du groupe de NGC 4686. Ce groupe de galaxies compte au moins 10 membres. Les autres galaxies du groupe sont NGC 4566, NGC 4669, NGC 4676, NGC 4686, NGC 4695, IC 830, MCG 9-21-32 (NGC 4644B), MCG 9-21-33 et MCG 9-21-34.
Abraham Mahtessian mentionne aussi ce groupe, mais il n'y figure que quatre galaxies, soit NGC 4686 et NGC 4695 et deux galaxies non présentes dans la liste de Garcia, NGC 4646 ainsi que UGC 7905.